# Aleksandr Kovalenko
Aleksandr Igorevič Kovalenko (in russo Александр Игоревич Коваленко?; 8 agosto 2003) è un calciatore russo, centrocampista dell'Orenburg.

## Carriera

### Club
Cresciuto calcisticamente nell'Akademija Čertanovo, ha iniziato a giocare nella squadra della sua città natale, il Čertanovo, in terza divisione. Il 5 febbraio 2022, è stato acquistato dal Kryl'ja Sovetov Samara, mentre il 6 marzo successivo ha esordito in Prem'er-Liga, nell'incontro pareggiato per 2-2 contro l'Arsenal Tula.

### Nazionale
Ha giocato nelle nazionali giovanili russe Under-18 ed Under-19.
Nel 2022 ha esordito in nazionale maggiore.

## Statistiche

### Presenze e reti nei club
Statistiche aggiornate al 2 aprile 2022.
| Stagione        | Squadra                | Campionato      | Campionato | Campionato | Coppe nazionali | Coppe nazionali | Coppe nazionali | Coppe continentali | Coppe continentali | Coppe continentali | Altre coppe | Altre coppe | Altre coppe | Totale | Totale |
| Stagione        | Squadra                | Comp            | Pres       | Reti       | Comp            | Pres            | Reti            | Comp               | Pres               | Reti               | Comp        | Pres        | Reti        | Pres   | Reti   |
| --------------- | ---------------------- | --------------- | ---------- | ---------- | --------------- | --------------- | --------------- | ------------------ | ------------------ | ------------------ | ----------- | ----------- | ----------- | ------ | ------ |
| 2021-feb. 2022  | Čertanovo              | 2D              | 13         | 0          | CR              | 1               | 0               |                    | -                  | -                  |             | -           | -           | 14     | 0      |
| feb.-giu. 2022  | Kryl'ja Sovetov Samara | PL              | 4          | 0          | CR              | -               | -               |                    | -                  | -                  |             | -           | -           | 4      | 0      |
| Totale carriera | Totale carriera        | Totale carriera | 17         | 0          |                 | 1               | 0               |                    | -                  | -                  |             | -           | -           | 18     | 0      |

## Palmarès

### Club

#### Competizioni nazionali
- Campionato russo: 1

Zenit: 2023-2024
- Coppa di Russia: 1

Zenit: 2023-2024
- Supercoppa di Russia: 1

Zenit: 2023